# Дејан Милојевић
Дејан Милојевић (Београд, 15. април 1977 — Солт Лејк Сити, 17. јануар 2024) био је српски кошаркаш и кошаркашки тренер.

## Клупска каријера

### Почеци
Своју кошаркашку каријеру започео је у КК Беовук из Београда код тренера Мише Лакића. Док је играо за кадете Беовука, постигао је 141 поен на утакмици против ОКК Београда.
Године 1998. је прешао у ФМП из Железника, у чијем дресу проводи наредне две сезоне. 

### Будућност
Године 2000. је прешао у подгоричку Будућност. У првој сезони у подгоричком клубу, осваја дуплу круну, првенство и куп СР Југославије. Са екипом Будућности је три године играо у Евролиги, а најбоље партије у овом такмичењу је пружао у сезони 2002/03, када је бележио 11,6 поена по мечу.
У сезони 2003/04, својој последњој у Будућности, Милојевић је био убедљиво најкориснији играч Јадранске лиге, са индексом корисности од готово 30 поена по мечу. У Суперлиги СЦГ је постизао, у просеку, 25 поена уз девет скокова по утакмици, што га је такође чинило најкориснијим играчем.
Трећег дана 2004. године поставио је рекорд Јадранске лиге по броју индексних поена на једном мечу. На утакмици против Ловћена имао је 35 поена (15/19 из игре), 18 скокова, 4 асистенција и 2 украдене лопте, што је збирно донело индекс 59.

### Партизан
У јуну 2004. године је потписао двогодишњи уговор са Партизаном. За две сезоне у клубу, Милојевић осваја две титуле првака државе. У сезони 2004/05, Партизан је био бољи од Хемофарма са 3:1 у финалној серији, а наредне године, са 3:0 је савладана Црвена звезда.
Поред тога, Милојевић је са Партизаном стигао до два финала Јадранске лиге, али је оба пута поражен, прво 2005. од Хемофарма а затим и 2006. од ФМП-а. У Евролиги, Милојевић је прве сезоне бележио просечно 20,8 поена док је друге године имао просек од 16,4 поена по утакмици. Ипак те две године у Евролиги су биле неуспешне за Партизан, јер су остварене само по две победе, у две сезоне.
На мечу Евролиге, 2. децембра 2004 године, против Олимпијакоса, Милојевић је постигао 35 поена, уз 14 скокова, 5 украдених лопти и 3 асистенције, а све уз шут из игре 13 од 17, док је слободна бацања шутирао 9 од 11. Укупан индекс корисности је био 55, што је други најбољи скор у историји Евролиге, од када се он рачуна, одмах иза Таноке Берда, бившег центра Жалгириса.
Милојевић је за Партизан одиграо 113 утакмица, постигао је 2270 поена, уз просек од 20,1 поен по мечу.

### Касније године
У јуну 2006. потписује двогодишњи уговор са шпанском Валенсијом. Након две сезоне у Валенсији, прелази на годину дана у турски Галатасарај.
У јулу 2009, Милојевић се вратио у Партизан, потписавши једногодишњи уговор са клубом. Ипак месец и по дана касније је одлучио да заврши играчку каријеру. Као разлог је навео проблем са коленима, и то што не би могао да даје 100% својих могућности.
Преминуо је 17. јануара 2024. године у Солт Лејк Ситију од последица срчаног удара. Сахрањен је на Новом бежанијском гробљу у Београду.
Постхумно му је додељен Орден Карађорђеве звезде првог степена (2024).

## Репрезентација
Са репрезентацијом СР Југославије до 22 године је освојио златну медаљу на Европском првенству 1998. у италијанском Трапанију.
Нашао се на ширем списку селектора сениорске репрезентације, Жељка Обрадовића, за Олимпијске игре 2000. у Сиднеју. Био је на припремама, али одлуком Обрадовића, није се нашао међу коначним путницима за Олимпијски турнир. Наредне године, код новог селектора Светислава Пешића, се нашао на коначном списку играча за Европско првенство 2001. у Турској. Репрезентација СР Југославије је освојила златну медаљу на овом првенству, а Милојевић је на три одигране утакмице бележио просечно 4,7 поена и 3,3 скока по утакмици.
Због повреде није био на списку за Светско првенство 2002. у Индијанаполису. Наредне 2003. године се нашао на списку селектора Душка Вујошевића за Европско првенство у Шведској, али ипак због повреде није отпутовао на ЕП. Године 2004. репрезентацију поново преузима Жељко Обрадовић, који ставља Милојевића на шири списак играча за Олимпијске игре у Атини. Милојевић је био на припремама, али је заједно са Ратком Вардом, отпао при првом скраћивању списка. Наредне 2005. године, Обрадовић је уврстио Милојевића међу коначних 12 играча за Европско првенство, које се одражавало у Србији и Црној Гори. Репрезентација СЦГ је елиминисана у осмини финала од Француске, а Милојевић је на три одигране утакмице бележио просечно 5,3 поена и 2,7 скока по утакмици.
Последњи позив у сениорску репрезентацију је добио за Светско првенство 2006. у Јапану, код селектора Драгана Шакоте. Ипак Милојевић је отказао позив селектору због повреде.

## Тренерска каријера
У октобру 2012, након одласка дотадашњег тренера Владе Вукоичића у Црвену звезду, Милојевић је постављен за првог тренера Мега Визуре. Са Мегом је освојио Куп Радивоја Кораћа 2016. године. Поред тога још два пута је стигао до финала Купа (2014, 2015) а водио је клуб и до финала Јадранске лиге у сезони 2015/16. Напустио је Мегу након завршетка 2019/20. сезоне.
Крајем јануара 2021. године је постављен за тренера подгоричке Будућности. Био је помоћни тренер Голден Стејт вориорса када су освојили титулу шампиона НБА лиге у сезони 2021/22.

## Успеси
| Играчки Клупски Будућност : Првенство СР Југославије (1): 2000/01 . Куп СР Југославије (1): 2000/01 . Партизан : Првенство СЦГ (2): 2004/05 , 2005/06 . Појединачни Најкориснији играч Јадранске лиге (3): 2003/04 , 2004/05 , 2005/06. Репрезентативни Европско првенство до 22 године : 1998. Европско првенство : 2001 . | Тренерски Клупски Мега Лекс : Куп Радивоја Кораћа (1): 2016 . Будућност : Првенство Црне Горе (1): 2020/21. Куп Црне Горе (1): 2021. |